# Neutrino électronique
Le neutrino électronique (noté {\displaystyle \nu _{e}}) est un lepton qui n'a pas de charge électrique et de saveur « électronique ». Avec l'électron, il constitue la première génération de leptons, d'où le nom de « neutrino électronique ».

## Histoire
Le neutrino électronique a d'abord été théorisé par Wolfgang Pauli en 1930, pour tenir compte de la non-conservation de la quantité de mouvement et de l'énergie dans la désintégration bêta, et a été découvert en 1956 par une équipe dirigée par Clyde Cowan et Frederick Reines (voir Expérience du neutrino de Cowan et Reines).
Si le neutrino est une particule de Dirac, comme le sont les autres fermions élémentaires du modèle standard, le neutrino et son antiparticule sont deux particules différentes. Si le neutrino électronique n’est pas une particule de Majorana, alors une antiparticule lui correspond, l'antineutrino électronique {\displaystyle {\overline {\nu _{e}}}}.